# 세바스티안 오고르빌리암스
세바스티안 오고르빌리암스(덴마크어: Sebastian Aagaard-Williams, 1988년 8월 11일~)는 덴마크의 배우, 가수이다.